# Harbor Hills (Ohio)
Harbor Hills es un lugar designado por el censo ubicado en el condado de Licking en el estado estadounidense de Ohio. En el Censo de 2010 tenía una población de 1509 habitantes y una densidad poblacional de 166,8 personas por km².

## Geografía
Harbor Hills se encuentra ubicado en las coordenadas 39°56′16″N 82°26′4″O / 39.93778, -82.43444. Según la Oficina del Censo de los Estados Unidos, Harbor Hills tiene una superficie total de 9.05 km², de la cual 7.16 km² corresponden a tierra firme y (20.87%) 1.89 km² es agua.

## Demografía
Según el censo de 2010, había 1509 personas residiendo en Harbor Hills. La densidad de población era de 166,8 hab./km². De los 1509 habitantes, Harbor Hills estaba compuesto por el 98.61% blancos, el 0.27% eran afroamericanos, el 0.07% eran amerindios, el 0.13% eran asiáticos, el 0% eran isleños del Pacífico, el 0.07% eran de otras razas y el 0.86% pertenecían a dos o más razas. Del total de la población el 0.73% eran hispanos o latinos de cualquier raza.